# Pavese (trovatore)
Pavese, o in occitano Paves (fl. XIII secolo), è stato un trovatore italiano di origine lombarda della prima metà del XIII secolo, della cui opera poetica soltanto un'unica cobla ci è pervenuta.
L'opera di Pavese si conserva in un canzoniere italiano del tardo XIII secolo, adesso noto come "manoscritto trobadorico H" o Latino 3207, nella Biblioteca Vaticana, Roma. Nello stesso manoscritto sono conservati due altri lavori con lo stesso schema metrico, uno di Guilhem Figueira e un altro di Aimeric de Peguilhan. 
La cobla di Pavese è una resoconto tragicomico di ciò che era evidentemente un tafferuglio in una taverna fiorentina. Vi è un riferimento a un colpo dato con un pezzo di pane secco invece che con un'arma da guerra. I combattenti erano due italiani, Capitanis (o Cattano/Cattaneo) e Guillem (Guglielmo il Noioso). Si è supposto che il "Capitanis" potrebbe essere un'allusione a Sordello, il quale viene riferito come gentils catanis in due vidas occitane. La cobla di Pavese è solitamente datata tra il 1215, quando Figueira entrava in Italia, e il 1245, la morte di Aimerid de Peguilhan.